# Квеста (Нью-Мексико)
Квеста (англ. Questa) — селище (англ. village) в США, в окрузі Таос штату Нью-Мексико. Населення — 1742 особи (2020).

## Географія
Квеста розташована за координатами 36°43′4″ пн. ш. 105°35′13″ зх. д. / 36.71778° пн. ш. 105.58694° зх. д. (36.717819, -105.587059).  За даними Бюро перепису населення США в 2010 році селище мало площу 13,29 км², з яких 13,28 км² — суходіл та 0,00 км² — водойми.

## Демографія
Згідно з переписом 2010 року, у селищі мешкало 1770 осіб у 755 домогосподарствах у складі 477 родин. Густота населення становила 133 особи/км².  Було 990 помешкань (75/км²).
Расовий склад населення:
| - 69,4 % — білих - 1,1 % — корінних американців - 0,3 % — чорних або афроамериканців - 0,3 % — азіатів - 25,1 % — осіб інших рас |

До двох чи більше рас належало 3,7 %. Частка іспаномовних становила 82,1 % від усіх жителів.
За віковим діапазоном населення розподілялося таким чином: 23,2 % — особи молодші 18 років, 60,4 % — особи у віці 18—64 років, 16,4 % — особи у віці 65 років та старші. Медіана віку мешканця становила 44,3 року. На 100 осіб жіночої статі у селищі припадало 102,7 чоловіків;  на 100 жінок у віці від 18 років та старших — 101,2 чоловіків також старших 18 років.
Середній дохід на одне домашнє господарство  становив 40 066 доларів США (медіана — 26 761), а середній дохід на одну сім'ю — 49 729 доларів (медіана — 45 028). За межею бідності перебувало 29,5 % осіб, у тому числі 48,6 % дітей у віці до 18 років та 17,6 % осіб у віці 65 років та старших.
Цивільне працевлаштоване населення становило 651 осіб. Основні галузі зайнятості: мистецтво, розваги та відпочинок — 18,7 %, освіта, охорона здоров'я та соціальна допомога — 18,6 %, транспорт — 13,1 %, фінанси, страхування та нерухомість — 11,5 %.